# Schlesischer Mohnstriezel

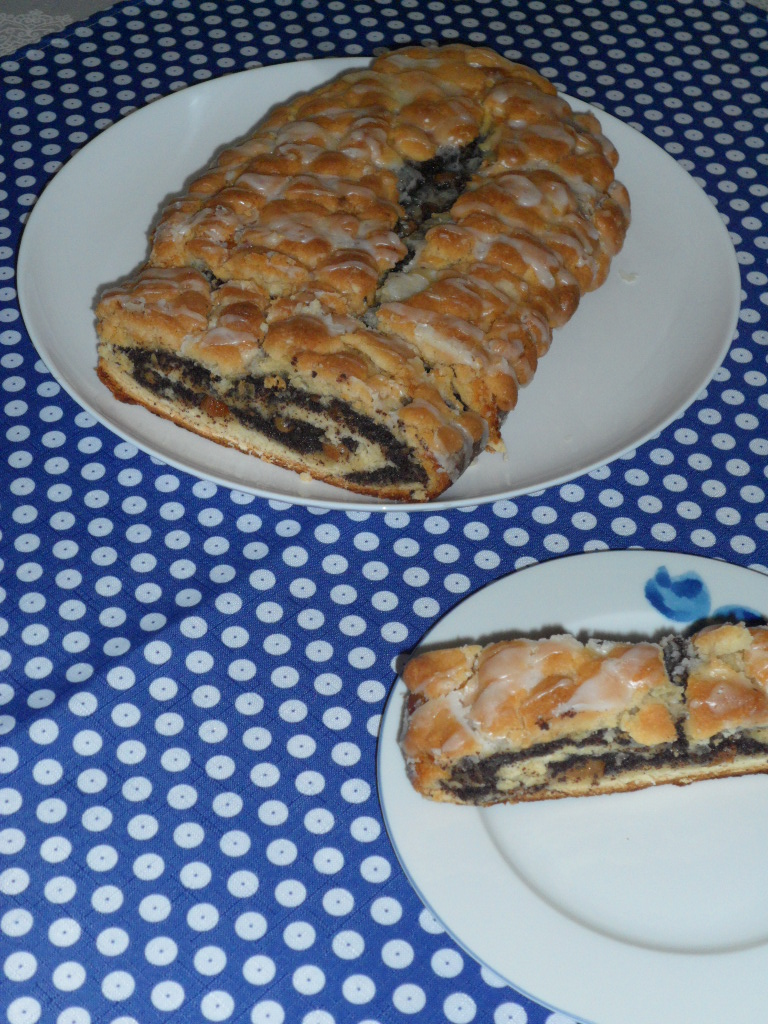
Schlesischer Mohnstriezel

Schlesischer Mohnstriezel oder Schlesischer Mohnstrietzel (schlesisch Schläscher Mohstriezel oder Schläscher Mohstrietzel, ostlausitzisch Schläscher Mohstriezl) sind ein traditionelles Gebäck der schlesischen Küche und werden in Schlesien traditionellerweise zur Weihnachtszeit und Ostern gegessen.
Der Teig wird aus Mehl, Eigelb, Milch, Butter und Hefe zubereitet. Die Mohnfüllung besteht aus gemahlenem Mohn, Rosinen, Rum und Vanille; die Mandelfüllung aus Rosinen, Rum, Zitronenschale und gehackten Mandeln. Der Teig wird dick ausgerollt. Die Füllung wird über dem Teig verteilt, der dann zu einem gleichmäßigen Zylinder aufgerollt, mit Eigelb bestrichen, mit Streuseln bestreut und im Ofen gebacken wird.